# Грејвсенд
Грејвсенд (енгл. Gravesend) је град у Уједињеном Краљевству у Енглеској. Према процени из 2007. у граду је живело 54.785 становника.

## Становништво
Према процени, у граду је 2008. живело 54.785 становника.
| 1981.  | 1991.  | 2001.  |
| ------ | ------ | ------ |
| 53,450 | 51,435 | 53,045 |